# Communauté urbaine Angers Loire Métropole
Die Communauté urbaine Angers Loire Métropole (inoffiziell: Angers Loire Métropole) ist ein französischer Gemeindeverband mit der Rechtsform einer Communauté urbaine im Département Maine-et-Loire in der Region Pays de la Loire. Sie wurde am 31. Dezember 2000 gegründet und umfasst 29 Gemeinden (Stand: 1. Januar 2019). Der Verwaltungssitz befindet sich in der Stadt Angers.

## Historische Entwicklung
Mit Wirkung vom 1. Januar 2018 schloss sich die Commune nouvelle Loire Authion dem hiesigen Verband an.
Mit Wirkung vom 1. Januar 2019 gingen die ehemaligen Gemeinden Villevêque und Soucelles in die Commune nouvelle Rives-du-Loir-en-Anjou auf und die ehemaligen Gemeinden Saint-Léger-des-Bois und Saint-Jean-de-Linières gingen in die Commune nouvelle Saint-Léger-de-Linières auf. Dadurch verringerte sich die Anzahl der Mitgliedsgemeinden auf 29.

## Mitgliedsgemeinden
| Gemeinde                                  | Einwohner 1. Januar 2022 | Fläche km² | Dichte Einw./km² | Code INSEE | Postleitzahl               |
| ----------------------------------------- | ------------------------ | ---------- | ---------------- | ---------- | -------------------------- |
| Angers                                    | 157.555                  | 42,70      | 3.690            | 49007      | 49000, 49100               |
| Avrillé                                   | 15.225                   | 15,85      | 961              | 49015      | 49240                      |
| Beaucouzé                                 | 5.618                    | 19,34      | 290              | 49020      | 49070                      |
| Béhuard                                   | 119                      | 2,21       | 54               | 49028      | 49170                      |
| Bouchemaine                               | 6.635                    | 19,81      | 335              | 49035      | 49080                      |
| Briollay                                  | 3.193                    | 14,28      | 224              | 49048      | 49125                      |
| Cantenay-Épinard                          | 2.397                    | 16,10      | 149              | 49055      | 49460                      |
| Écouflant                                 | 4.614                    | 17,02      | 271              | 49129      | 49000                      |
| Écuillé                                   | 661                      | 12,55      | 53               | 49130      | 49460                      |
| Feneu                                     | 2.216                    | 25,52      | 87               | 49135      | 49460                      |
| Le Plessis-Grammoire                      | 2.649                    | 9,14       | 290              | 49241      | 49124                      |
| Les Ponts-de-Cé                           | 12.863                   | 19,55      | 658              | 49246      | 49130                      |
| Loire-Authion                             | 16.588                   | 113,66     | 146              | 49307      | 49140, 49250, 49630, 49800 |
| Longuenée-en-Anjou                        | 6.453                    | 53,50      | 121              | 49200      | 49770                      |
| Montreuil-Juigné                          | 7.811                    | 13,81      | 566              | 49214      | 49460                      |
| Mûrs-Erigné                               | 6.172                    | 17,29      | 357              | 49223      | 49610                      |
| Rives-du-Loir-en-Anjou                    | 5.642                    | 47,23      | 119              | 49377      | 49140                      |
| Saint-Barthélemy-d’Anjou                  | 9.496                    | 14,58      | 651              | 49267      | 49124                      |
| Saint-Clément-de-la-Place                 | 2.139                    | 33,23      | 64               | 49271      | 49370                      |
| Saint-Lambert-la-Potherie                 | 2.961                    | 13,81      | 214              | 49294      | 49070                      |
| Saint-Léger-de-Linières                   | 3.860                    | 24,08      | 160              | 49298      | 40070, 49170               |
| Saint-Martin-du-Fouilloux                 | 1.693                    | 14,82      | 114              | 49306      | 49170                      |
| Sainte-Gemmes-sur-Loire                   | 3.617                    | 14,83      | 244              | 49278      | 49130                      |
| Sarrigné                                  | 891                      | 2,97       | 300              | 49326      | 49800                      |
| Savennières                               | 1.351                    | 21,01      | 64               | 49329      | 49170                      |
| Soulaines-sur-Aubance                     | 1.344                    | 12,72      | 106              | 49338      | 49610                      |
| Soulaire-et-Bourg                         | 1.477                    | 18,08      | 82               | 49339      | 49460                      |
| Trélazé                                   | 15.620                   | 12,20      | 1.280            | 49353      | 49800                      |
| Verrières-en-Anjou                        | 7.946                    | 24,83      | 320              | 49323      | 49112, 49480               |
| Communauté urbaine Angers Loire Métropole | 308.806                  | 666,72     | 463              | –          | –                          |